# Mattia De Marchi
Mattia De Marchi (Mirano, 3 juni 1991) is een Italiaans voormalig wielrenner.

## Carrière
In 2016 won De Marchi, als stagiair bij Androni Giocattoli-Sidermec, de vierde etappe in de Ronde van China I door met een voorsprong van twee seconden op Mathew Zenovich over de finish te komen. Eerder dat jaar had hij al de GP van Kranj gewonnen.
In september 2017 werd De Marchi, achter Alberto Giuriato, tweede in de Grote Prijs van Törökbálint.

## Overwinningen
2016
GP van Kranj
4e etappe Ronde van China I

## Ploegen
- 2016 –  Androni Giocattoli-Sidermec (stagiair vanaf 1-8)
- 2017 –  Hrinkow Advarics Cycleang (tot 10-8)

Bandiera · Benfatto · Bernal · Cecchinel · Chicchi · Dall'Antonia · Frapporti · Gavazzi · Nardin · Pacioni · Pellizotti · Ratto · Selvaggi · Taliani · Torres · Țvetcov · Viganò · Bonusi (stagiair) · De Marchi (stagiair) · Gasparrini (stagiair)